# District de Goheung
Le district de Goheung est un district de la province du Jeolla du Sud, en Corée du Sud.

## Industrie
Un site de lancement de fusées est en construction. Les premiers lancements sont prévus pour 2007 et la complétion du site, pour 2015.

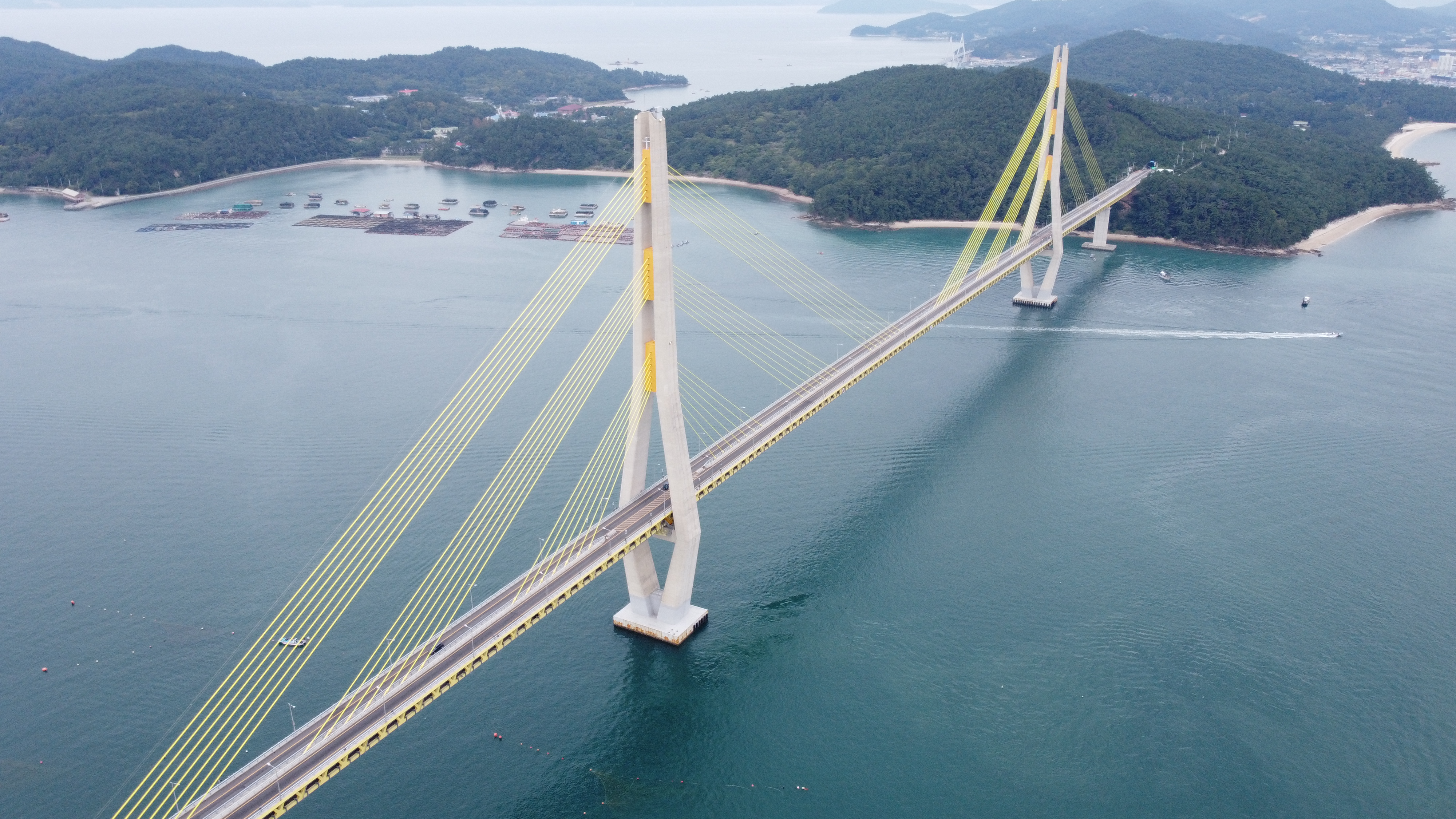
Pont Geogum

## Personnalités
Jang Yong-ho (1976-), archer, double champion olympique.